# Río Chimoré
Rio Chimoré ist ein linker Zufluss des Río Ichilo in Bolivien. Er zählt wegen seiner großen Wassermenge häufig als Oberlauf des Río Mamoré, der über den Rio Madeira dem Amazonas zufließt. 

## Verlauf
Der Rio Chimoré durchfließt in seiner gesamten Länge die Provinz Carrasco im Departamento Cochabamba und mündet an der Grenze zum Departamento Santa Cruz in den Río Ichilo. Der Fluss entspringt im Municipio Pojo an den westlichen Hängen des Cerro Colorado in der Serranía de Khellu Loma in der bolivianischen Voranden-Region. Er durchfließt im Verlauf seiner ersten Hälfte den Nationalpark Carrasco in etwa nordwestlicher Richtung, wechselt nach 52 Kilometern in das Municipio Totora und nach weiteren 31 Kilometern in das Municipio Chimoré.
Nach etwa 95 Kilometern schwenkt der Flusslauf in nordöstliche Richtung und wird bei der Stadt Chimoré bei Kilometer 105 von der einzigen Brücke überquert, auf der die 1.657 Kilometer lange Fernstraße Ruta 4 von Tambo Quemado an der chilenischen Grenze über Cochabamba und Santa Cruz nach Puerto Quijarro an der Grenze zu Brasilien führt.
Ab Kilometer 113 bildet der Fluss die Grenze zwischen dem Municipio Chimoré im Norden und dem Municipio Puerto Villarroel im Süden und mündet unterhalb der Stadt Puerto Villarroel in den Río Ichilo. Der Flusslauf des Río Ichilo trägt unterhalb der Mündung des Río Chimore in manchen Quellen den Namen "Río Mamorecillo", der sich flussabwärts mit dem Río Chapare zum Río Mamoré vereinigt.

## Nebenflüsse
Zu den größeren Zuflüssen gehören (flussabwärts):
- Río Blanco (links)
- Río Chihuali (links)
- Río Icuna (links)
- Río Osos (rechts)
- Río Porton (links)
- Río Icharco (links)
- Río Icersama (rechts)